# 菲兰日
菲兰日（法語：Fillinges，法語發音：[filɛ̃ʒ]）是法国上萨瓦省的一个市镇，属于圣于连昂热讷瓦区。

## 地理
菲兰日（46°9'30"N, 6°20'31"E）面积11.67 平方千米，位于法国奥弗涅-罗讷-阿尔卑斯大区上萨瓦省，该省份为法国东部省份，历史上为薩伏依的一部分，北与瑞士接壤，西接安省，南至萨瓦省，东与瑞士和意大利接壤。
与菲兰日接壤的市镇（或旧市镇、城区）包括：博讷、阿尔沃河畔孔塔米讷、吕桑日、楠日、圣安德烈德博埃日、维于昂萨拉。

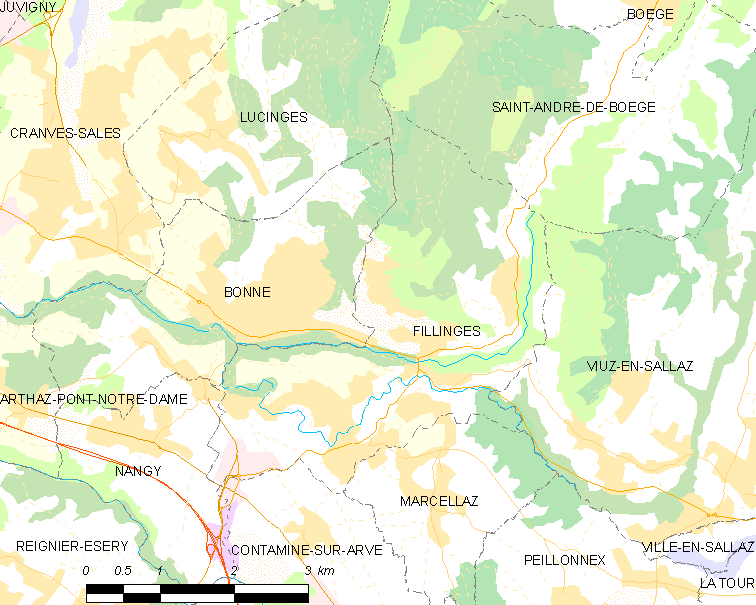
菲兰日的OSM定位图

菲兰日的时区为UTC+01:00、UTC+02:00（夏令时）。

## 行政
菲兰日的邮政编码为74250，INSEE市镇编码为74128。

## 政治
菲兰日所属的省级选区为博讷维尔县。

## 人口

1962-2008年间菲兰日人口变化图示

菲兰日于2022年1月1日时的人口数量为3550人。